# Hallo Robbie!
Hallo Robbie! war eine deutsche Fernsehserie, deren erste Sendung am 29. Dezember 2001 im ZDF ausgestrahlt wurde. Sie handelt von der Seelöwin Robbie und spielt auf der Insel Rügen.

## Handlung
Dr. Jens Lennart leitet als Meeresbiologe eine Aufzuchtstation für Seehunde auf der Insel Rügen. Er ist geschieden und hat eine zehnjährige Tochter, Laura. Sie wohnt mit ihm auf dem Bauernhof der Landwirte Frauke und Uwe Marten. Familie Marten vermietet Ferienwohnungen an Gäste und verstehen sich mit Lennart sehr gut. Laura ist mit Kai, dem Sohn der Martens, befreundet. Zusammen bestehen sie kleine Abenteuer und spielen am liebsten mit der Seelöwin Robbie, die aus Schmugglerhänden gerettet wurde. Die Lennarts und Martens haben sie schnell in ihre Herzen geschlossen und Robbie lebt ähnlich einem Hund im Familienverband.
Nachdem Carla Dux als Assistentin zu Jens Lennart gestoßen ist, dauert es nicht lange, bis die beiden ein Paar werden. Lennarts Ex-Frau Ulli ist nach der Scheidung zunächst in Berlin geblieben, wo ihre Tochter sie gelegentlich besucht. Um näher bei ihrer Tochter zu sein, zieht sie später mit ihrem Freund Dr. Carsten Reuter in die Nähe von Stralsund, der dort eine Praxis eröffnet, in der sie als Arzthelferin mitarbeitet. Sie heiratet Carsten Reuter und versucht Jens das Sorgerecht für Laura streitig zu machen. Außerdem will sie Laura (gegen ihren Willen) für ein Jahr zu Bekannten nach San Francisco schicken, was zu einem Streit zwischen Mutter und Tochter führt.
2004 bekommen die Martens noch eine kleine Tochter: Lisa. Carla geht derweil für einige Wochen ans Meeresaquarium nach Vancouver. In der Aufzuchtstation wird sie solange von Heike Collmann vertreten, der Nichte von Rechtsanwalt Collmann, der auch gleichzeitig Vorstand des Fördervereins Seehundstation ist. Als sie im nächsten Jahr zurückkommt, wird sie von Jens schwanger. Doch nach einem Sturz erleidet sie eine Fehlgeburt, was der Beginn einer Krise ihrer Beziehung wird. Später geht Lennart eine Beziehung mit der Ärztin Dr. Anne Templin ein. Sie ist aus München nach Seehagen gekommen, um dort eine Arztpraxis zu übernehmen und hat ihren Neffen Max und ihre Nichte Pauline mitgebracht, die vor kurzem ihre Eltern verloren hatten. Die Kinder schließen Freundschaft mit Robbie und sind oft mit auf dem Martenhof.
Frauke Marten fliegt mit ihrer Cousine nach Südafrika zu einer Testamentseröffnung und verunglückt dort bei einem Autounfall tödlich. Uwe Marten muss den Hof allein weiterführen und sich um seine beiden Kinder kümmern.
Als Dr. Jens Lennart einen lang ersehnten Forschungsauftrag in Spitzbergen erhält, erklärt sich Dr. Florian Hellberg, Meeresbiologe und alter Studienfreund von Jens sofort bereit, vertretungsweise die Seehundstation in Seehagen zu leiten. Er hat eine unkomplizierte, ehrliche und offene Art, mit der er bei den Inselbewohnern gleich gut ankommt. Nur mit John Collmann, Vorstand des Fördervereins der Seehundstation, versteht er sich nicht gut, denn auch Hellberg kämpft für den Tier- und Naturschutz und geht dafür gerne manchmal unkonventionelle Wege. Anne und Laura bleiben auf Rügen und geraten in große Sorge, als der Kontakt zu der Forschungsstation in Spitzbergen abbricht. Als die Nachricht eintrifft, dass Lennart umgekommen und nicht zurückkehren wird, geht Anne nach einiger Zeit eine Beziehung mit Dr. Florian Hellberg ein.

## Hintergrund
Hallo Robbie war zunächst ein Ableger der Serie Unser Charly. In einer „Spezialfolge“ von Unser Charly, mit dem Titel Charly und Robbie, die am 25. Dezember 2001 gesendet wurde, trafen die tierischen Hauptdarsteller Charly und Robbie und ihre menschlichen „Kollegen“ aufeinander.
Karsten Speck wurde 2004 wegen Immobilienbetrugs zu einer längeren Haftstrafe verurteilt. Kurz zuvor war eine weitere Staffel von „Hallo Robbie“ abgedreht worden, der nahtlos eine weitere folgen konnte, weil er als Hauptdarsteller der Serie einen festen Arbeitsvertrag vorweisen konnte. Im Rahmen eines offenen Strafvollzugs stand er so für weitere Dreharbeiten zur Verfügung.
Die Dreharbeiten für die 10 Folgen der 8. Staffel liefen vom 7. Mai 2008 bis 2. Oktober 2008.
Die 20 Folgen der 7. und 8. Staffel „Hallo Robbie!“ mit dem neuen Hauptdarsteller Marcus Grüsser wurden vom 6. September 2008 bis 24. Januar 2009 ausgestrahlt.
Die Serie spielt auf der Insel Rügen, wo auch die meisten Dreharbeiten mit der Seelöwin Robbie erfolgten. Zahlreiche Aufnahmen mit anderen Seehunden und Außenaufnahmen dazu fanden in der Seehundstation Friedrichskoog in Schleswig-Holstein an der Nordseeküste statt.
Als Martenhof dient das Gut Liddow auf der Boddenhalbinsel Liddow. Das im Film benannte Gut Boldevitz trägt den gleichen Namen und befindet sich auf der Strecke von Bergen auf Rügen nach Ummanz. Der genaue Ort heißt Parchtitz. Die meisten Straßenaufnahmen werden im Süden der Insel Rügen gedreht, wo auch das Haus des Räucherers Oscar steht. Für Stadtaufnahmen wurden häufig die Städte Stralsund, Sassnitz und das Ostseebad Binz genutzt.

## Besetzung
| Schauspieler             | Rollenname                          | Folgen | Bemerkungen |
| ------------------------ | ----------------------------------- | ------ | --- |
| Seelöwen Chico und Tino  | Robbie                              | 1–76   | Der tierische Hauptdarsteller |
| Marion Kracht            | Frauke Marten †                     | 1–46   | Ehefrau von Uwe, Mutter von Kai und Lisa, stirbt bei einem Autounfall                                                                              |
| Karsten Speck            | Dr. Jens Lennart †                  | 1–56   | Vater von Laura, Ex-Mann von Ulli, Ex-Freund von Carla, Freund von Anne, Leiter der Seehundstation, geht nach Spitzbergen und kommt dort ums Leben |
| Karina Kraushaar         | Carla Dux                           | 1–56   | Meeresbiologin in der Seehundstation, Ex-Freundin von Jens                                                                                         |
| Laura Lehnhardt          | Laura Lennart                       | 1–76   | Tochter von Jens und Ulli |
| Inka Victoria Groetschel | Ulli Lennart                        | 1–76   | Mutter von Laura, Ex-Frau von Jens |
| Till Demtrøder           | Uwe Marten                          | 1–76   | Ehemann und später Witwer von Frauke, Vater von Lisa und Kai, Gutsverwalter auf Gut Rodewitz, Freund von Leonie                                    |
| Tim Braeutigam           | Kai Marten                          | 1–76   | Sohn von Uwe und Frauke, Bruder von Lisa |
| Gerhard Olschewski       | Oskar Peters „Räucheroskar“         | 1–76   | Fischer auf Rügen, Ehemann von Vera |
| Tim Knauer               | Tom Jansen                          | 1–76   | Arbeiter in der Seehundstation |
| Volker Lippmann          | Dr. John Collmann                   | 1–76   | Rechtsanwalt, Vorstand des Fördervereins der Seehundstation, zieht ins Ausland                                                                     |
| Marcel Schneider         | Sigbert Gehlers †                   | 2–21   | besaß ein Restaurant, beging Selbstmord |
| Jana Peters              | Tatjana Gehlers                     | 4–23   | Tochter von Sigbert, geht ins Ausland |
| Jennifer Zier            | Lisa Marten                         | 18–76  | Tochter von Uwe und Frauke, Schwester von Kai |
| Viktoria Brams           | Vera Peters                         | 30–76  | Ehefrau von Oskar, arbeitet als Arzthelferin |
| Leonore Capell           | Dr. Anne Templin                    | 35–76  | Ärztin, Tante von Max und Pauline, Ex-Freundin von Jens, Freundin von Florian                                                                      |
| Lena Nikolaus            | Pauline                             | 35–76  | Nichte von Anne, Schwester von Max |
| Janko Schliep            | Max                                 | 35–76  | Neffe von Anne, Bruder von Pauline |
| Burkhard Schmeer         | Polizist Gausch                     | 1–46   | |
| Konstantin Graudus       | Wasserschutzpolizist Udo Friedrichs | ?      | |
| Kaspar Eichel            | Fischer Dietmar Kruse               | ?      | |
| Jenny Jürgens            | Leonie Mommsen                      | 46–76  | Leiterin von Gut Rodewitz, Freundin von Uwe |
| Marcus Grüsser           | Dr. Florian Hellberg                | 57–76  | tritt Dr. Lennarts Nachfolge an, Freund von Anne                                                                                                   |
| Susanne Gärtner          | Eva Luzius                          | 67–76  | Meeresbiologin |